# St. Martin (Dünzling)

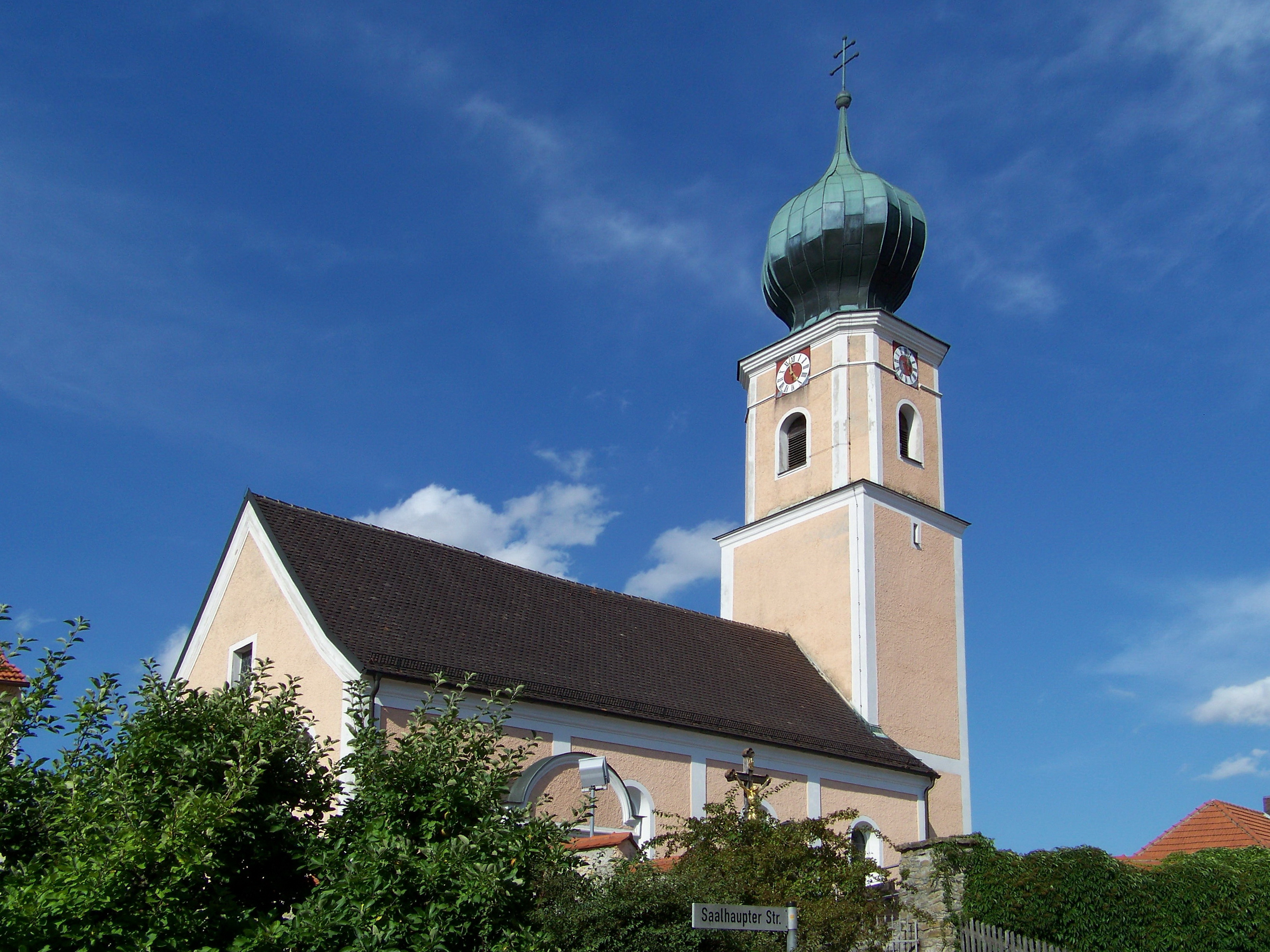
St. Martin in Dünzling

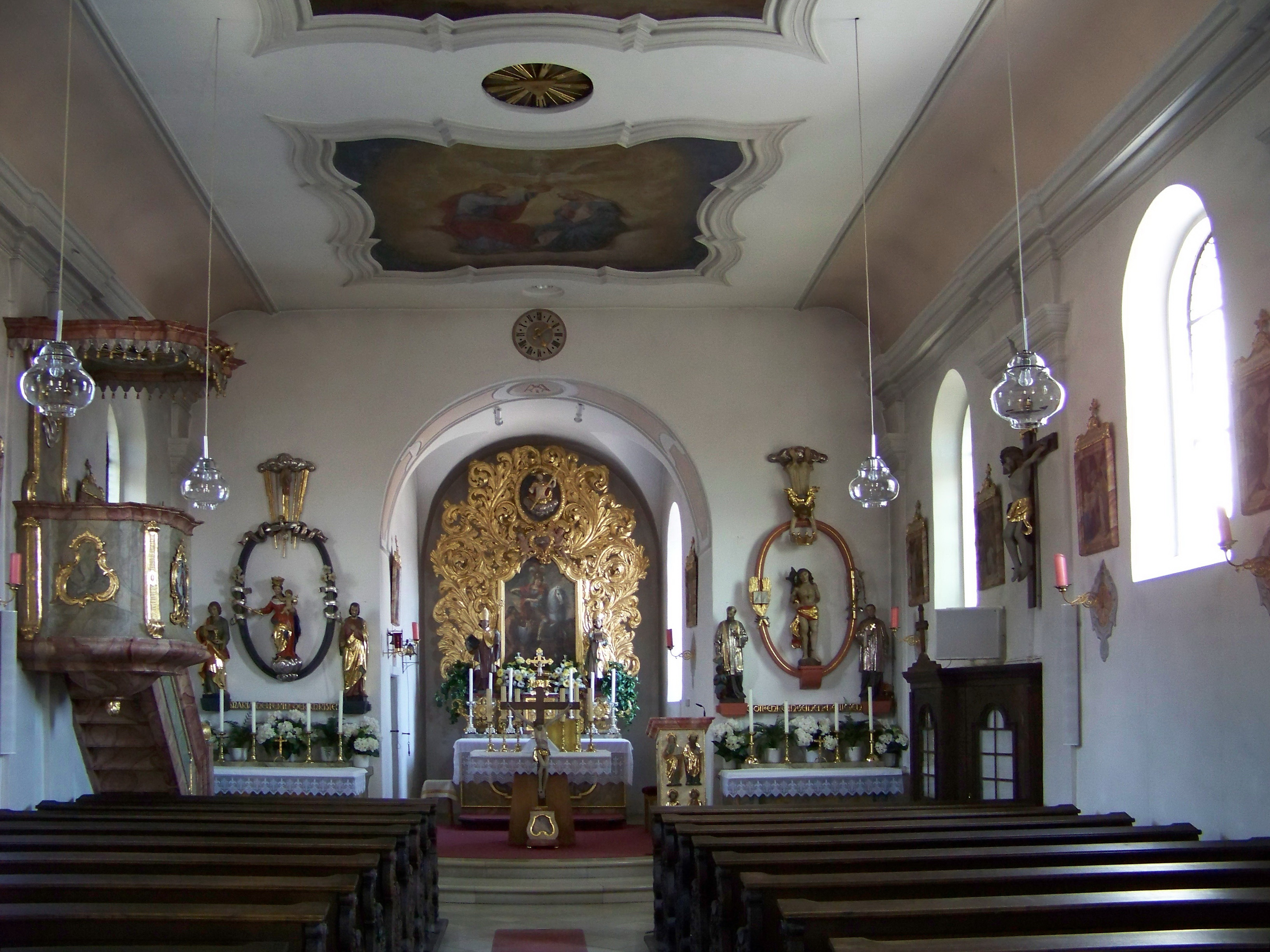
Innenansicht

Die römisch-katholische Filialkirche St. Martin steht in Dünzling, einem Gemeindeteil des Marktes Bad Abbach im niederbayerischen Landkreis Kelheim. Sie ist in der Liste der Baudenkmäler in Bad Abbach unter der Nummer D-2-73-116-20 eingetragen. Die Kirche gehört zum Dekanat Kelheim im Bistum Regensburg. Kirchenpatron ist der heilige Martin von Tours.

## Beschreibung
Die im Kern mittelalterliche Saalkirche wurde 1711/12 nach Westen erweitert und barock umgestaltet. Sie besteht aus dem Langhaus zu drei Jochen und dem im Zuge der Barockisierung aufgestockten Chorturm mit Zwiebelhaube im Osten, der den Glockenstuhl mit vier Glocken und die Turmuhr enthält. Die Schlagtöne der 1948/49 von Karl Hamm gegossenen Glocken sind ges′, b′, des″ und es″. Außer diesen Glocken ist noch die Totenglocke aus dem Jahr 1782 erhalten, gegossen von Joseph Ignaz Daller aus München.
Das Langhaus ist mit einer Flachdecke überspannt, der Chor mit einem Stichkappengewölbe. Auf der Empore steht eine Orgel. Die Deckenmalerei  von 1877 zeigt die Aufnahme Mariens in den Himmel. Der um 1710/20 gebaute Hochaltar mit einem vergoldeten Rahmen aus Akanthusblattwerk wurde 1954 aus der abgerissenen Kirche in Kittensee übernommen. Auf dem Altarbild ist der heilige Martin zu Pferd mit dem Bettler dargestellt, dem er die Hälfte seines Mantels schenkt. Links und rechts von dem Bild steht je eine farbig gefasste Heiligenfigur im Bischofsornat.